# Castellucchio
Castellucchio là một đô thị tại tỉnh Mantova trong vùng Lombardia của Italia, có vị trí cách khoảng 120 km về phía đông nam của Milano và khoảng 12 km về phía tây của Mantova. Tại thời điểm ngày 31 tháng 12 năm 2004, đô thị này có dân số 4.945 người và diện tích là 46,5 km².
Đô thị Castellucchio có các frazioni (các đơn vị trực thuộc, chủ yếu là các làng) Sarginesco, Ospitaletto Mantovano, Gabbiana, và San Lorenzo.
Castellucchio giáp các đô thị: Curtatone, Gazoldo degli Ippoliti, Marcaria, Rodigo.